# Уданін (гміна)
Гміна Уданін (пол. Gmina Udanin) — сільська гміна у південно-західній Польщі. Належить до Шредського повіту Нижньосілезького воєводства.
Станом на 31 грудня 2011 у гміні проживало 5466 осіб.

## Площа
Згідно з даними за 2007 рік площа гміни становила 110.71 км², у тому числі:
- орні землі: 87.00%
- ліси: 4.00%

Таким чином, площа гміни становить 15.73% площі повіту.

## Населення
Станом на 31 грудня 2011:
| Опис     | Загалом | Загалом | Чоловіки | Чоловіки | Жінки | Жінки |
| -------- | ------- | ------- | -------- | -------- | ----- | ----- |
| одиниця  | осіб    | %       | осіб     | %        | осіб  | %     |
| все      | 5466    | 100     | 2724     | 49.84    | 2742  | 50.16 |
| міське   | 0       | 100     | 0        |          | 0     |       |
| сільське | 5466    | 100     | 2724     | 49.84    | 2742  | 50.16 |

## Сусідні гміни
Гміна Уданін межує з такими гмінами: Костомлоти, Мшцивоюв, Стшеґом, Шрода-Шльонська, Вондроже-Вельке, Жарув.